# Lębork
Lębork (udtale: [ˈlɛmbɔrk] ; kashubisk: Lãbòrg; tysk: Lauenburg in Pommern) er en by i den centrale nordlige del af voivodskabet Pommern i det nordlige Polen tæt på Tucholaskoven. Den har 34.500(2021) indbyggere og et areal på 	17,86 km², og er administrationsby for powiatet (amt) Lębork.

## Historie
Regionen har været en del af Polen siden etableringen af landet i det 10. århundrede. Byen blev grundlagt på stedet for en tidligere slavisk bosættelse, der dateres tilbage til det 10. århundrede. Dens navn blev germaniseret til Lewin og derefter Lewinburg af Den Tyske Orden , efter annektering fra Polen i 1310. I 1341 bevilgede Dietrich von Altenburg, stormester for de teutoniske riddere, 100 Hufen (arealenheden Hide) til Rutcher von Emmerich til grundlæggelsen af en by ved navn Lewinburg (Lauenburg) med Kulmerrettigheder, formentlig for at sikre territoriet omkring Stolp (Słupsk). Øst for den oprindelige by færdiggjorde den ordenen slottet Ordensburg i 1363.
Slottet blev delvist raseret efter Slaget ved Grunwald i 1410 og forblev under polsk kontrol indtil 1411. I 1440 sluttede byen sig til det preussiske forbund, som modsatte sig de germanske riddere, og efter anmodning fra kongen Kasimir 4. Jagiellon underskrev loven om genindlemmelse af byen og regionen til Kongeriget Polens krone i 1454. Befolkningen i Lauenburg bestod for en stor del af kasjubere, senere slovinzere.